# Tim Bartels
Tim Bartels (ur. 31 stycznia 1988 w Schönebeck) – niemiecki wioślarz.

## Osiągnięcia
- Mistrzostwa Świata Juniorów – Brandenburg 2005 – dwójka podwójna – 1. miejsce[1].
- Mistrzostwa Świata Juniorów – Amsterdam 2006 – dwójka podwójna – 3. miejsce[1].
- Mistrzostwa Europy – Poznań 2007 – dwójka podwójna – 3. miejsce[1].
- Mistrzostwa Europy – Ateny 2008 – czwórka podwójna – 2. miejsce[1].
- Mistrzostwa Świata – Poznań 2009 – czwórka podwójna – 3. miejsce[1].